# جون أبلتون
جون أبلتون (بالإنجليزية: Jon Appleton)‏ هو ملحن أمريكي، ولد في 4 يناير 1939 في لوس أنجلوس في الولايات المتحدة.

## وصلات خارجية
- جون أبلتون على موقع IMDb (الإنجليزية)
- جون أبلتون على موقع ميوزك برينز (الإنجليزية)
- جون أبلتون على موقع أول ميوزيك (الإنجليزية)
- جون أبلتون على موقع ديسكوغز (الإنجليزية)